# 1147
1147 (MCXLVII) a fost un an obișnuit al calendarului iulian.

## Evenimente
- 17 ianuarie: Debarcat în Spania, generalul almohad Mohammad al-Masufi cucerește Sevilla.
- 15 martie: Regele Afonso I al Portugaliei, cu sprijinul templierilor, cucerește de la mauri Santarem.
- 23 martie: Conducătorul almohad Abd al-Mumin cucerește Marrakech-ul, punând capăt statului almoravid, al cărui ultim conducător, Ishaq ben Ali moare asasinat.
- 13 aprilie: Papa Eugeniu al III-lea își dă acceptul pentru o cruciadă împotriva slavilor.
- 27 aprilie: Este semnalat primul capitul al templierilor din Paris.
- 28 mai: Plecarea împăratului Conrad al III-lea în cruciada a doua.
- 11 iunie: Regele Ludovic al VII-lea al Franței, însoțit de regina Eleanor de Aquitania, pornește în cruciadă; în lipsa lor, abatele Suger rămâne regent.
- 1 iulie-24 octombrie: Asediul Lisabonei. Cu sprijinul a numeroși cruciați proveniți din Anglia și din Flandra, regele Afonso I al Portugaliei reușesc să cucerească Lisabona de la mauri.
- 27 iulie: Marele cneaz Iziaslav al II-lea Mstislavici impune un candidat propriu ca mitropolit al Kievului, fără consimțământul Constantinopolului; izbucnește o schismă între Kiev și diocezele Novgorod, Smolensk, Polotsk și Suzdal.
- 17 octombrie: Almeria, unul dintre centrele maritime și comerciale ale Andalusiei maure, cade în mâinile creștinilor; papa Eugeniu al III-lea extinde privilegiile indulgenței asupra participanților la această cucerire.
- 25 octombrie: Bătălia de la Dorylaeum. Turcii selgiucizi înfrâng pe cruciații germani ai împăratului Conrad al III-lea de Hohenstaufen; în continuare, Masud I, fiul sultanului Kilidj Arslan I, reușește să îi atragă în diverse ambuscade atât pe cruciații germani, cât și pe cei francezi, ale căror pierderi sunt numeroase.

### Nedatate
- 1147-1149: O oaste din ce-a doua Cruciată traversează Ungaria.
- ianuarie: După un marș asupra Granadei, creștinii din Spania revin la Cordoba.
- iunie: Cruciada declanșată împotriva triburilor venzilor de pe coastele Balticii nu reușește să îi convertească decât sporadic pe slavii polabi (de pe râul Elba).
- iulie: Boris Kalamanos, fiu al regelui Koloman și pretendent la tronul Ungariei împotriva regelui Geza al II-lea se alătură regelui Ludovic al VII-lea al Franței în cruciada a doua, care refuză să îl extrădeze: în continuare, pretendentul rămâne la curtea împăratului Manuel I Comnen.
- Jurchenii încheie un tratat cu mongolii conduși de Kabul Han.
- Locuitori proveniți din insulele Orkney și din Norvegia încep să se alăture Cruciadei a doua.
- Prima menționare a Moscovei, întemeiată de Iuri Dolgoruki, cneaz de Rostov-Suzdal.
- Regele Roger al II-lea al Siciliei începe campania împotriva Bizanțului, ocupând Corfu și Cefalonia și jefuind Corint, Atena, Teba și Monemvasia; prin jefuirea Corintului și a Tebei și aducerea în Sicilia a numeroși lucrători, se dă o mare lovitură industriei bizantine a mătăsii.
- Trupele regelui Afonso I al Portugaliei cuceresc de la mauri Sintra și pradă Palmela.

## Arte, științe, literatură și filozofie
- Încep lucrările la moscheea Koutoubia din Marrakech.
- Hildegard de Bingen întemeiază conventul de la Rupertsberg, în apropiere de Bingen.

## Înscăunări
- Evrard des Barres, mare maestru al Ordinului templierilor (1147-1151).

## Nașteri
- 9 mai: Minamoto no Yoritomo, shogun japonez (d. 1199).
- Ștefan al III-lea, rege al Ungariei (d. 1172).
- Haakon al II-lea, rege al Norvegiei (d. 1162)
- Guangzong, împărat chinez din dinastia Song (d. 1200)
- Ibn Qudamah, savant arab (d. 1223)
- Otto al II-lea de Brandenburg (d. 1205).
- Raimbaut de Orange, trubadur francez (d. 1173)
- Shoku, învățător budist (d. 1247).
- Wada Yoshimori, general japonez (d. 1213)

## Decese
- 13 ianuarie: Robert de Craon, mare maestru al Ordinului templierilor (n. ?)
- 6 aprilie: Frederic al II-lea de Hohenstaufen, duce de Suabia și antirege romano-german (n. 1090).
- 31 octombrie: Robert, conte de Gloucester (n. ?)

### Nedatate
- aprilie: Ishak ben Ali, ultimul conducător al statului almoravid (n. ?)
- Guy al II-lea, conte de Ponthieu (n.c. 1120)
- Ibn Bassam, poet andaluz din Santarem (n. 1058)
- Pietro Polani, doge al Veneției (n. 1098)
- William Fitz Duncan, prinț scoțian (n. 1090)